# Rimlexikon
Rimlexikon, rimordbok, är en ordlista ordnad efter vilka ord som rimmar på varandra.
Rimlexikon kan till exempel ange att väg rimmar på motorväg. Anledningen till detta är att väg och motorväg tolkas som två olika ord med samma betonade ljudgrupp i slutet. Väg och iväg är samma ord, men det är dock ett rim, eftersom i:et i iväg är obetonat; detta innebär att om alla ljudgrupper som kommer före ändelsen är obetonade så är det ett rim, oavsett om det är "samma ord" eller inte.
Med hjälp av datorteknik kan "baklängesböcker" presenteras. I dessa är hela ordförrådet ordnat bakifrån orden.